# Jenny Beyer
Jenny Beyer (* 22. April 2002 in Stuttgart) ist eine deutsche Fußballspielerin, die für den FC Carl Zeiss Jena ein einziges Bundesligaspiel bestritt.

## Karriere

### Vereine
Beyer begann im Alter von sechs Jahren beim TB Untertürkheim mit dem Fußballspielen, wechselte im weiteren Verlauf zum FSV Waiblingen, für den sie bis zur C-Jugend Landesliga in einer Jungenmannschaft spielte. Im Alter von 15 Jahren wechselte sie 2016 in die Jugendmannschaft des Bundesligavereins SC Freiburg, in dessen Sportinternat sie ihren Aufenthalt fand. Hier wurde Beyer mit der U17-Bundesligamannschaft zweimal Süddeutscher Meister, in der Folge wurde sie mit der in der drittklassigen Fußball-Regionalliga Süd vertretenen zweiten Mannschaft des SC Freiburg 2018 regionaler Meister. Anschließend wechselte sie im Jahr 2019 zur Zweitvertretung der TSG Hoffenheim, für die sie in der 2. Bundesliga spielte. Als der Spielbetrieb Ende 2019 coronabedingt eingestellt werden musste und sie ihre Schulzeit am Schickhardt-Gymnasium Stuttgart mit Abitur abgeschlossen hatte, begab sie sich nach Boulder an die Universität von Colorado für ein Studium in Psychologie. Für das Sport-Team der Bildungseinrichtung, die Buffs, kam sie während ihrer Studienzeit bis 2024 in 43 Meisterschaftsspielen der Pacific-12 Conference innerhalb der NCAA Division I zum Einsatz, in denen ihr zwei Tore gelangen. Eine am 27. März 2021 im Spiel gegen die Cougars, das Sport-Team der Washington State University erlittene Knieverletzung zwang sie zum Verzicht auf die Rest- und Folgespielzeit.
Nach Abschluss ihres Studiums nach Deutschland zurückgekehrt, fand sie Anfang Januar 2025 im Bundesligisten FC Carl Zeiss Jena ihren neuen Verein, der sie unter Vertrag genommen hatte. Am vorletzten Spieltag des Saison 2024/25 kam sie mit Einwechslung für Melina Reuter in der zweiten Minute der Nachspielzeit bei der 0:1-Niederlage gegen den FC Bayern München zu ihrem Bundesligadebüt. Noch am selben Tag wurde bekannt, dass ihr zum Saisonende auslaufender Vertrag nicht verlängert wird.

### Auswahl-/Nationalmannschaft
Beyer kam als Spielerin der Auswahlmannschaft des Württembergischen Fußballverband in den Altersklassen U14 (2015 und 2016) und U16 (2017) in acht und vier Spielen im Turnier um den DFB-Länderpokal an der Sportschule Wedau in Duisburg zum Einsatz, wobei der Länderpokal einmal errungen werden konnte. Als Spielerin der Auswahlmannschaft des Südbadischen Fußballverbandes der Altersklassen U16 (2017) und U18 (2017 und 2019) kam sie an selber Spielstätte in insgesamt elf Spielen zum Zuge.
Beyer gab am 21. April 2017 beim 4:0-Sieg der U15-Nationalmannschaft gegen die U15-Nationalmannschaft der Tschechischen Republik ihr Nationalmannschaftsdebüt. Für die U16-Nationalmannschaft erzielte Beyer per Kopf ihr ersten Länderspieltor beim UEFA Development Tournament in Portugal. Beyer durchlief alle Nachwuchsnationalmannschaften von der Altersklasse U15 bis zur U20, wobei sie in der U17 und U19 verletzungsbedingt zwar an diversen Lehrgängen teilnahm, aber ohne Spieleinsatz blieb. Für die U20-Nationalmannschaft hatte Beyer drei Einsätze, zwei hiervon mit Startelfdebüt bei der U20-Weltmeisterschaft in Costa Rica.